# 丹絵
丹絵（たんえ）とは、江戸時代に描かれた浮世絵の彩色技法のひとつである。

## 概要
墨摺絵に手彩色で、丹色を主として草色、黄色、薄藍、紅などの彩色も加えたものを丹絵という。この丹色は、鉛に硫黄と硝石を加えて焼いて作ったものであった。元禄から宝永・正徳の頃にかけて行われた。彩色は絵師ではなく素人的な職人の手によるものであったと思われる。また時を経て酸化し、黒くなったものを「丹焼け」という。杉村治兵衛、古山師政、初代鳥居清信、初代鳥居清倍、羽川珍重、懐月堂度繁、奥村政信、西村重長らが描いている。丹絵は絵具の滲みや、はみ出しがあって、かえって古雅な味がある。その後、享保5年（1720年）頃になると丹の代わりに紅を使用した紅絵が描かれ始めた。

## 作品
- 「市川団十郎の虎退治」　鳥居清倍　大々判　千葉市美術館所蔵